# Silene divaricata
Silene divaricata är en nejlikväxtart som beskrevs av Simon de Rojas Clemente y Rubio och Mariano Lagasca y Segura. Silene divaricata ingår i släktet glimmar, och familjen nejlikväxter. Inga underarter finns listade i Catalogue of Life.